# Lega della Pace e Libertà

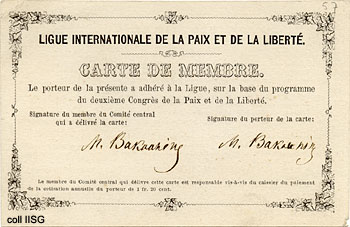
Tessera di Bakunin della Lega della Pace e della Libertà

La Lega della pace e della libertà (in francese Ligue internationale de la paix et de la liberté) fu fondata dopo una campagna di opinione pubblica contro una possibile guerra tra il Secondo Impero francese e il Regno di Prussia per il controllo del Lussemburgo. La cosiddetta crisi lussemburghese fu risolta pacificamente nel 1867 con il Trattato di Londra, ma nel 1870 lo scoppio della guerra franco-prussiana non poté essere evitato. Di conseguenza, la Lega si sciolse e fu rifondata come Société française pour l'arbitrage entre Nations (Società francese per l’arbitrato tra le Nazioni) nello stesso anno.
Questa nuova organizzazione può essere considerata un precursore della Corte permanente di arbitrato, istituita nel 1899 durante la prima Conferenza dell'Aia, nonché un'antenata della Società delle Nazioni, creata con il Trattato di Versailles nel 1919 e successivamente sostituita dalle Nazioni Unite. La creazione  della Corte permanente di arbitrato fu promossa in particolare dall'Unione Interparlamentare per la pace e l'arbitrato fondata nel 1889 da Frédéric Passy e Sir William Randal Cremer.

## Storia
La prima Società della pace fu creata nel 1830 da Jean-Jacques de Sellon. Diverse persone provenienti da vari Paesi si riunirono presso il Castello di Allaman ed a Ginevra su iniziativa di Sellon, che successivamente fondò la Société de la Paix de Genève (Società della Pace di Ginevra). De Sellon partiva dal principio dell'inviolabilità della persona umana, un’idea che lo portò inizialmente a condurre campagne per l'abolizione della schiavitù e della pena di morte, e in seguito a promuovere la pace e l’arbitrato internazionale tra le nazioni.
Il primo Congresso europeo per la pace, fu convocato nel 1843 a London Peace Society, su iniziativa dell'American Peace Society.
Nel 1848 si tenne un congresso a Bruxelles, presieduto da Victor Hugo, seguito da un altro congresso a Parigi dal 22 al 24 agosto 1849. I congressi successivi si svolsero a Francoforte sul Meno nel 1850 e nuovamente a Londra nel 1851.
L'anno 1867 fu segnato da una forte tensione internazionale, dopo la vittoria della Prussia sull'Austria nella guerra austro-prussiana: Francia e Prussia erano sull'orlo della guerra. Frédéric Passy, giornalista di Le Temps, condusse una campagna contro questa guerra. Lo stesso aveva fatto, ad esempio, Évariste Mangin, direttore del quotidiano di Nantes Le Phare de la Loire. Il 30 maggio 1867 Frédéric Passy fondò a Parigi la Lega Internazionale della Pace e della Libertà.

### Congresso inaugurale (1867)
Il Congresso inaugurale della Lega era originariamente previsto per il 5 settembre 1867 a Ginevra. Il Comitato organizzatore della Lega fu presieduto da Emile Acollas ottenendo il sostegno di John Stuart Mill, Élisée Reclus e suo fratello Élie Reclus.
Tra i principali sostenitori della Lega figuravano anche personalità di spicco dell’epoca, come Victor Hugo, Giuseppe Garibaldi, Louis Blanc, Edgar Quinet, Jules Favre, Michail Bakunin, Fëdor Dostoevskij e Aleksandr Herzen. Circa 10.000 persone provenienti da tutta Europa firmarono petizioni a sostegno del Congresso.
Gli organizzatori si attivarono anche per coinvolgere l’Associazione Internazionale dei Lavoratori (AIL), invitando le sue sezioni e i dirigenti, tra cui Karl Marx, a partecipare. Per facilitare la presenza dei delegati provenienti dal Congresso dell’AIL di Losanna, che si concluse l’8 settembre, l’apertura del Congresso della Lega fu posticipata al 9 settembre.

Durante una riunione del Consiglio centrale dell’AIL, Karl Marx si espresse in questi termini:
«È auspicabile che tutti i delegati partecipino al Congresso per la pace a titolo individuale e che sarebbe imprudente partecipare ufficialmente come rappresentanti dell'Associazione Internazionale. Il Congresso internazionale dei lavoratori è stato di per sé un congresso di pace, poiché l'unione delle classi lavoratrici dei diversi Paesi deve alla fine rendere impossibili le guerre internazionali. Se i promotori del Congresso di pace di Ginevra avessero veramente capito la questione, avrebbero dovuto aderire all'Associazione Internazionale.» (Dal The Bee-Hive, 17 agosto 1867, in merito a una riunione del Consiglio centrale dell'AIL)
Anche l'anarchico Michail Bakunin svolse un ruolo di primo piano nella Conferenza di Ginevra e si unì al Comitato Centrale. Alla conferenza di fondazione parteciparono 6.000 persone. Quando Bakunin si alzò per parlare:
«Il grido passò di bocca in bocca: "Bakunin!" Garibaldi, che era seduto in platea, si alzò, avanzò di qualche passo e lo abbracciò. Questo solenne incontro di due vecchi e provati guerrieri della rivoluzione produsse un'impressione sorprendente. [...] Tutti si alzarono e ci fu un lungo ed entusiasta battito di mani.»

### Congresso di Berna (1868)
Dal 21 al 25 settembre 1868 si tenne a Berna il secondo congresso della Lega internazionale per la pace e la libertà. Invitata ad essere ufficialmente rappresentata, l'Associazione Internazionale dei Lavoratori decise pochi giorni prima, al suo Congresso di Bruxelles, di non inviare una delegazione.
Il Congresso di Berna fu caratterizzato principalmente da vivaci dibattiti durante la discussione sul «rapporto della questione economica e sociale con quella della pace e della libertà», tra la maggioranza democratica (Gustave Chaudey, Friburgo, ecc.) e la minoranza socialista (Michail Bakunin, Walery Mroczkowski, Élisée Reclus, Giuseppe Fanelli, Aristide Rey, ecc.).
La corrente socialista presentò la seguente risoluzione:
«Mentre la questione che ci si presenta più urgente è quella della perequazione economica e sociale delle classi e degli individui, il Congresso afferma che, al di fuori di questa perequazione - cioè al di fuori della giustizia - libertà e pace non sono realizzabili. Di conseguenza, il Congresso mette all’ordine del giorno lo studio dei mezzi pratici per risolvere questo problema».
La proposta fu respinta dalla maggioranza. Il 25 settembre, la minoranza socialista decise di abbandonare la Lega e di fondare l’Alleanza Internazionale della Democrazia Socialista (poi nota come Alleanza Internazionale dei Socialisti Democratici).

### Congresso di Losanna (1869)
L'11 luglio 1869, il Congresso di Losanna portò all’elezione di un nuovo comitato centrale, presieduto da Jules Barni. Venne proposto il seguente ordine del giorno: determinazione delle basi di un'organizzazione federale per l'Europa, i problemi della questione orientale e della questione polacca, in relazione ai principi della Lega.
Il comitato decise di conferire la presidenza onoraria a Victor Hugo, che accettò ufficialmente con una lettera datata 5 settembre 1869.

Fu durante questo congresso che Ferdinand Buisson pronunciò un celebre discorso, conclusosi con una vibrante denuncia delle gerarchie autoritarie:
«I bambini si dicono l'un l'altro: un'uniforme è una livrea, e qualsiasi livrea è ignominiosa, quella del prete e quella del soldato, quella del magistrato e quella del lacchè».

### Scioglimento
La Lega della pace e della libertà si sciolse in seguito allo scoppio della guerra franco-prussiana del 1870. In seguito, fu rifondata con il nome di Società francese degli amici della pace, che successivamente assunse la denominazione di Società francese per l'arbitrato tra le nazioni.
Questa nuova organizzazione anticipava la creazione della Corte permanente di arbitrato, istituita dalle Convenzioni dell'Aia del 1899 e del 1907. La Società promosse inoltre la pubblicazione della rivista Stati Uniti d’Europa.